# Cucurbitaria setosa
Cucurbitaria setosa är en svampart som beskrevs av Ellis & Everh. 1890. Cucurbitaria setosa ingår i släktet Cucurbitaria och familjen Cucurbitariaceae.  Arten är reproducerande i Sverige. Inga underarter finns listade i Catalogue of Life.